# Štěpánov (nádraží)
Štěpánov je železniční stanice ve stejnojmenném městě. Nachází se na severně od Olomouce v Olomouckém kraji, v okrese Olomouc na železniční trati Česká Třebová – Přerov. Stanice je elektrizována soustavou 3 kV stejnosměrného proudu.

## Historie

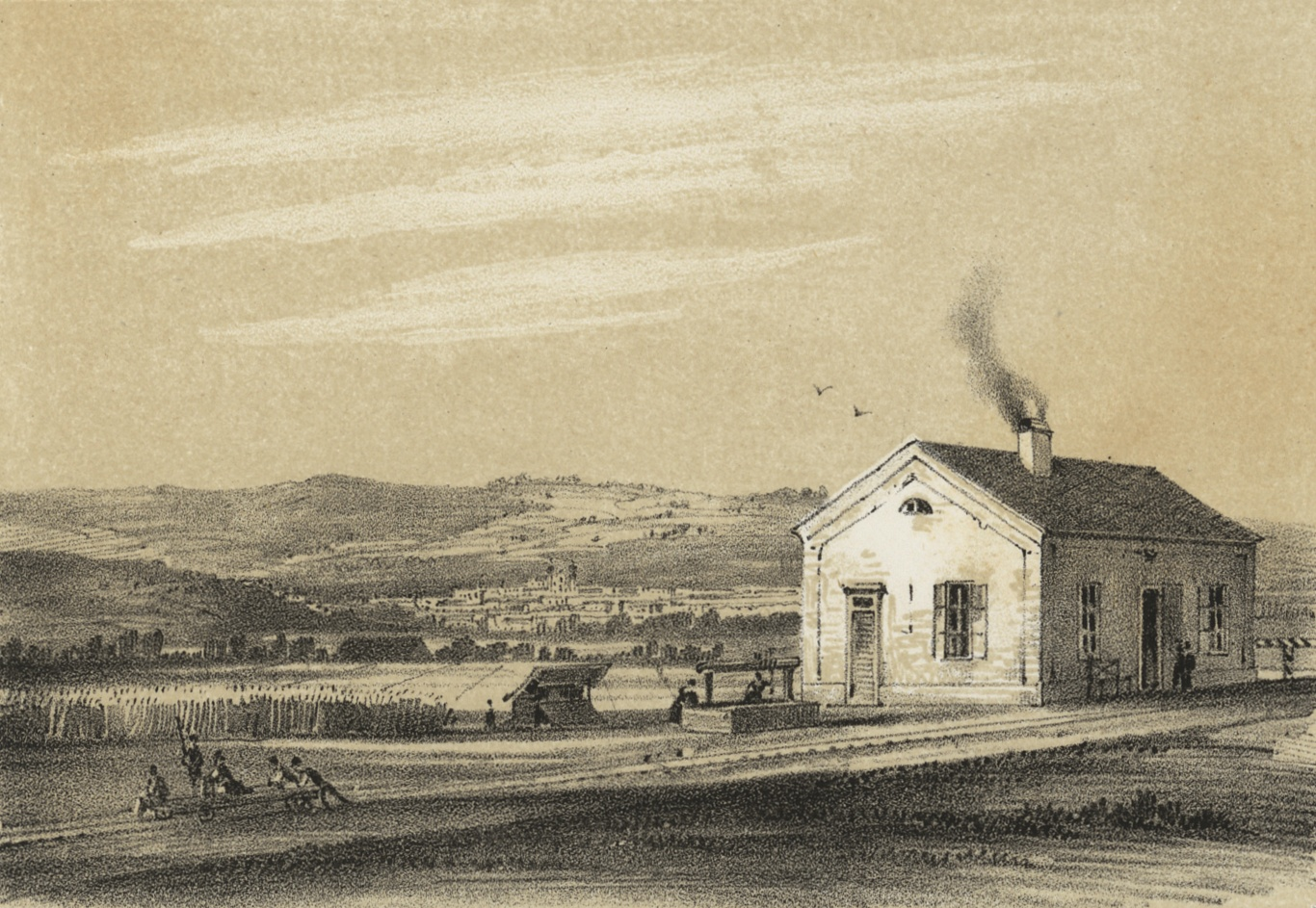
Železniční stanice Štěpánov v roce 1845. V pozadí město Šternberk. (kresba Ludwig Förster)

Nádraží vzniklo jakožto jednokolejná stanice na nově budované trati společnosti Severní státní dráha z Olomouce do Prahy v letech 1843-1845. Tehdy neslo německý název Stephanau. Slavnostní vlak tudy projel 20. srpna 1845 za osobního řízení inženýra Jana Pernera, který trať navrhl. Návrh původně empírové budovy je připisován architektu Wilhelmu von Flattichovi. Stanici zpočátku využívali zejména obyvatelé přibližně 10 kilometrů vzdáleného Šternberku. V těsném sousedství postavili bratři Kleinové železárny, tím se zvýšil význam stanice, vzrostly i nároky na přepravu a kapacitu stanice. Později byla z odolného režného zdiva vystavěna nová výpravní budova postupně rozšiřovaná o čekárnu, kancelář a byt.
Roku 1959 byla trať procházející stanicí stanice elektrizována soustavou 3 kV stejnosměrného proudu.

## Modernizace
Stanicí prochází První železniční koridor. V letech 2002-2004 rekonstrukce stanice a úpravy parametrů nádraží na koridorovou stanici: byla upravena nástupiště, byl instalován elektronický informační systém pro cestující a výpravní budova prošla opravou. Expresní spoje mohou stanicí projíždět rychlostí až 160 km/h, stanice byla vybavena elektronickým stavědlem ESA 11, které je dálkově řízeno z Centrálního dispečerského pracoviště Přerov.
Nachází se zde jedno ostrovní kryté nástupiště s podchodem, který umožňuje příchod ke stanici z obou stran kolejiště.

## Výpravní budova
Stanice byla zařazena do V. třídy, takže prvotním vybavením byl v roce 1845 přízemní strážní domek. V roce 1857 byl strážní domek nahrazen novou výpravní budovou, kterou navrhl architekt Wilhelm von Flattich z Ústředního ředitelství StEG.
Patrová budova se středním dvouosý rizalitem byla zdobena tenkými vodorovnými cihlovými pásky v kamenném zdivu. Okna a dveře byly v kamenných šambránách a byly ukončeny cihelnými segmentovými záklenky. V trojúhelníkovém štítu rizalitu bylo kruhové okno. V letech 1912 a 1925 byla k výpravně přistavěna boční přízemní křídla ze stejného materiálu a obdobného zdobení i zastřešením sedlovými střechami a kruhovým otvorem ve štítu. Budova byla rekonstruována v roce 2017, původní okna byla nahrazena plastovými. Výpravna slouží také novým nájemníkům – obecním spolkům.
V blízkosti výpravny se nachází přízemní budova skladiště, které je postaveno ze stejného materiálu jako výpravní budova.